# Leiblein-Drüse
Die Leiblein-Drüse, auch Leiblein’sche Drüse, ist eine besondere Form einer Speicheldrüse im vorderen Darmabschnitt, dem Oesophagus, der Schnecken (Klasse Gastropoda). Die Leiblein-Drüse gilt als eine mögliche Autapomorphie der Gruppe der Neogastropoda. Benannt ist sie nach dem in Würzburg forschenden Naturforscher Valentin Leiblein.
Die unpaare Drüse liegt im Haemocoel des Kopfabschnitts und mündet von oben (dorsal) am hinteren (posterioren) Ende des mittleren Abschnitts des Oesophagus in diesen ein. Die Drüse sezerniert Verdauungsenzyme, bei räuberischen Arten besitzen sie als Peptidasen proteolytische Funktion. Die Leiblein-Drüse kommt bei den Neogastropoden meist gemeinsam mit einem ausstülpbaren Rüssel (Proboscis) vor. Je nach Gruppe kann sie sehr groß mit einem angegliederten Reservoir (Ampulla) oder klein und schlauchartig ausgebildet sein; in manchen Gruppen fehlt sie, vermutlich sekundär rückgebildet.
Die Giftdrüse der Überfamilie Conoidea wird als eine umgewandelte Leiblein-Drüse gedeutet.